# 담양군의 국회의원

## 담양군의 역대 국회의원 일람
| 대수         | 이름           | 소속정당       | 임기                             | 선거구역                             |
| ------------ | -------------- | -------------- | -------------------------------- | ------------------------------------ |
| 제1대        | 정균식(鄭均植) | 조선민족청년단 | 1948년 5월 31일~1950년 5월 30일  | 담양군 일원                          |
| 제2대        | 김홍용(金洪鏞) | 무소속         | 1950년 5월 31일~1950년 8월 15일  | 담양군 일원                          |
| 제2대        | 김문용(金汶鏞) | 자유당         | 1952년 2월 6일~1954년 5월 30일   | 담양군 일원                          |
| 제3대        | 박영종(朴永鍾) | 자유당         | 1954년 5월 31일~1958년 5월 30일  | 담양군 일원                          |
| 제4대        | 국쾌남(鞠快男) | 자유당         | 1958년 5월 31일~1960년 7월 28일  | 담양군 일원                          |
| 제5대 민의원 | 김동호(金東鎬) | 민주당         | 1960년 7월 29일~1961년 5월 16일  | 담양군 일원                          |
| 제6대        | 박승규(朴升圭) | 민주공화당     | 1963년 12월 17일~1967년 6월 30일 | 담양군·장성군 일원                   |
| 제7대        | 고재필(高在珌) | 민주공화당     | 1967년 7월 1일~1971년 6월 30일   | 담양군·장성군 일원                   |
| 제8대        | 고재필(高在珌) | 민주공화당     | 1971년 7월 1일~1972년 10월 17일  | 담양군·장성군 일원                   |
| 제9대        | 문형태(文亨泰) | 민주공화당     | 1973년 3월 12일~1979년 3월 11일  | 담양군·곡성군·화순군 일원            |
| 제9대        | 고재청(高在淸) | 신민당         | 1973년 3월 12일~1979년 3월 11일  | 담양군·곡성군·화순군 일원            |
| 제10대       | 문형태(文亨泰) | 민주공화당     | 1979년 3월 12일~1980년 10월 17일 | 담양군·곡성군·화순군 일원            |
| 제10대       | 고재청(高在淸) | 신민당         | 1979년 3월 12일~1980년 10월 17일 | 담양군·곡성군·화순군 일원            |
| 제11대       | 정래혁(丁來赫) | 민주정의당     | 1981년 4월 11일~1985년 4월 10일  | 담양군·곡성군·화순군 일원(제7선거구) |
| 제11대       | 고재청(高在淸) | 민주한국당     | 1981년 4월 11일~1985년 4월 10일  | 담양군·곡성군·화순군 일원(제7선거구) |
| 제12대       | 구용상(具龍相) | 민주정의당     | 1985년 4월 11일~1988년 5월 29일  | 담양군·곡성군·화순군 일원(제7선거구) |
| 제12대       | 고재청(高在淸) | 민주한국당     | 1985년 4월 11일~1988년 5월 29일  | 담양군·곡성군·화순군 일원(제7선거구) |
| 제13대       | 김길곤(金吉坤) | 평화민주당     | 1988년 5월 30일~1992년 5월 29일  | 담양군·장성군 일원                   |
| 제14대       | 박태영(朴泰榮) | 민주당         | 1992년 5월 30일~1996년 5월 29일  | 담양군·장성군 일원                   |
| 제15대       | 국창근(鞠瑲根) | 새정치국민회의 | 1996년 5월 30일~2000년 5월 29일  | 담양군·장성군 일원                   |
| 제16대       | 김효석(金孝錫) | 새천년민주당   | 2000년 5월 30일~2004년 5월 29일  | 담양군·곡성군·장성군 일원            |
| 제17대       | 김효석(金孝錫) | 새천년민주당   | 2004년 5월 30일~2008년 5월 29일  | 담양군·곡성군·장성군 일원            |
| 제18대       | 김효석(金孝錫) | 통합민주당     | 2008년 5월 30일~2012년 5월 29일  | 담양군·곡성군·구례군 일원            |
| 제19대       | 이낙연(李洛淵) | 민주통합당     | 2012년 5월 30일~2014년 5월 15일  | 담양군·함평군·영광군·장성군 일원     |
| 제19대       | 이개호(李介昊) | 새정치민주연합 | 2014년 7월 31일~2016년 5월 29일  | 담양군·함평군·영광군·장성군 일원     |
| 제20대       | 이개호(李介昊) | 더불어민주당   | 2016년 5월 30일~2020년 5월 29일  | 담양군·함평군·영광군·장성군 일원     |
| 제21대       | 이개호(李介昊) | 더불어민주당   | 2020년 5월 30일~2024년 5월 29일  | 담양군·함평군·영광군·장성군 일원     |
| 제22대       | 이개호(李介昊) | 더불어민주당   | 2024년 5월 30일~                 | 담양군·함평군·영광군·장성군 일원     |

## 같이 보기
- 장성군의 국회의원
- 곡성군의 국회의원
- 화순군의 국회의원
- 구례군의 국회의원
- 함평군의 국회의원
- 영광군의 국회의원
- 담양군·장성군
- 담양군·곡성군·장성군
- 담양군·곡성군·구례군
- 담양군·함평군·영광군·장성군